# Eriauchenius workmani
Eriauchenius workmani is een spinnensoort uit de familie Archaeidae. De soort komt voor in Madagaskar. De soort wordt ongeveer één centimeter lang en voedt zich met andere spinnen.